# Neurolinguïstiek
Neurolinguïstiek is de wetenschap die de relatie tussen taal en de menselijke hersenen bestudeert. 

## Algemeen
De neurolinguïstiek houdt zich bezig met de verwerking en verwerving van taal in de hersenen en de cognitieve processen die hieraan ten grondslag liggen. De neurolinguïstiek onderzoekt zowel (de ontwikkeling van) natuurlijke taal in de gezonde als in de gestoorde hersenen. Ook het onderzoek naar taalstoornissen behoort tot het onderzoeksdomein. Daarbij gaat het zowel om aangeboren stoornissen (dyslexie, specific language impairment en bijvoorbeeld verstandelijke handicaps, slechthorendheid en ADHD) als om verworven stoornissen als afasie.

## Methoden
De neurolinguïstiek vormt een onderdeel van cognitieve neurowetenschappen. In de laatste decennia heeft het onderzoek een vlucht genomen onder invloed van nieuwe ontwikkelingen op het gebied van hersenbeeldvormende technieken (zoals MRI, EEG, MEG, PET, ERP en fMRI).

## Thema's
Het algemene onderzoeksthema van de neurolinguïstiek is de neurale basis van woordverwerking en zinsverwerking, dus hoe deze processen in de hersenen plaatsvinden. Hierbij kan een onderscheid worden gemaakt tussen geschreven en gesproken woorden (of zinnen). Centraal is de vraag welke circuits, netwerken en mechanismen in de hersenen betrokken zijn bij het begrijpen en produceren van woorden en zinnen. Meer fundamentele onderzoeksthema's betreffen de rol van betekenis (semantiek) en grammatica (syntaxis) bij taalverwerking, en de vraag in hoeverre taalprocessen specifiek zijn, of manifestaties van andere meer algemene psychische functies als geheugen, waarneming en aandacht. 

## Johannes Schenck von Grafenberg
De Duitse arts Johannes Schenck von Grafenberg publiceerde tussen 1584 en 1597 zeven boeken met zeldzame medische observaties (Observationum medicarum rariorium libri VII) en wordt  beschouwd als de pionier van deze wetenschap. 

## Neurolinguïstisch Programmeren
Neurolinguïstisch programmeren (NLP), een alternatieve vorm van psychotherapie, heeft geen noemenswaardig verband met neurolinguïstiek.